# Trilok Gurtu
Trilok Gurtu (ur. 30 października 1951 w Bombaju) – indyjski perkusista i kompozytor, jeden z najbardziej wpływowych współczesnych muzyków jazzowych. Współpracował z takimi artystami jak John McLaughlin, Bill Laswell, Jonas Hellborg, Jan Garbarek, Joe Zawinul, Robert Miles oraz Charly Antolini.

## Kariera
Miłość do muzyki zaszczepiła w nim matka, Shobha Gurtu, słynna indyjska piosenkarka. Gurtu rozpoczął przygodę z instrumentami perkusyjnymi od nauki gry na tabli. W latach 70. zmienił instrument na klasyczną perkusję, wtedy też zainteresował się jazzem. Z tamtego okresu pochodzi pierwsze nagranie z udziałem Gurtu, na płycie Apo-Calypso, niemieckiego zespołu Embryo, gdzie występowała także jego matka. W latach 80. rozpoczął współpracę z Johnem McLaughlinem, występując w jego trio. W 1987 roku dołączył do amerykańskiej grupy Oregon, z którą nagrał trzy albumy. Lata dziewięćdziesiąte to powrót do solowych występów, a także współpraca z Billem Laswellem w ramach grupy Tabla Beat Science. W 2004 roku nagrał płytę z Robertem Milesem, a w 2007 roku z Arkè String Quartet. Z tą ostatnią grupą koncertował na Warsaw Summer Jazz Days.
Trilok Gurtu został uznany najlepszym żyjącym perkusistą, m.in. w plebiscycie Drum Magazine w 1999 roku.

## Dyskografia

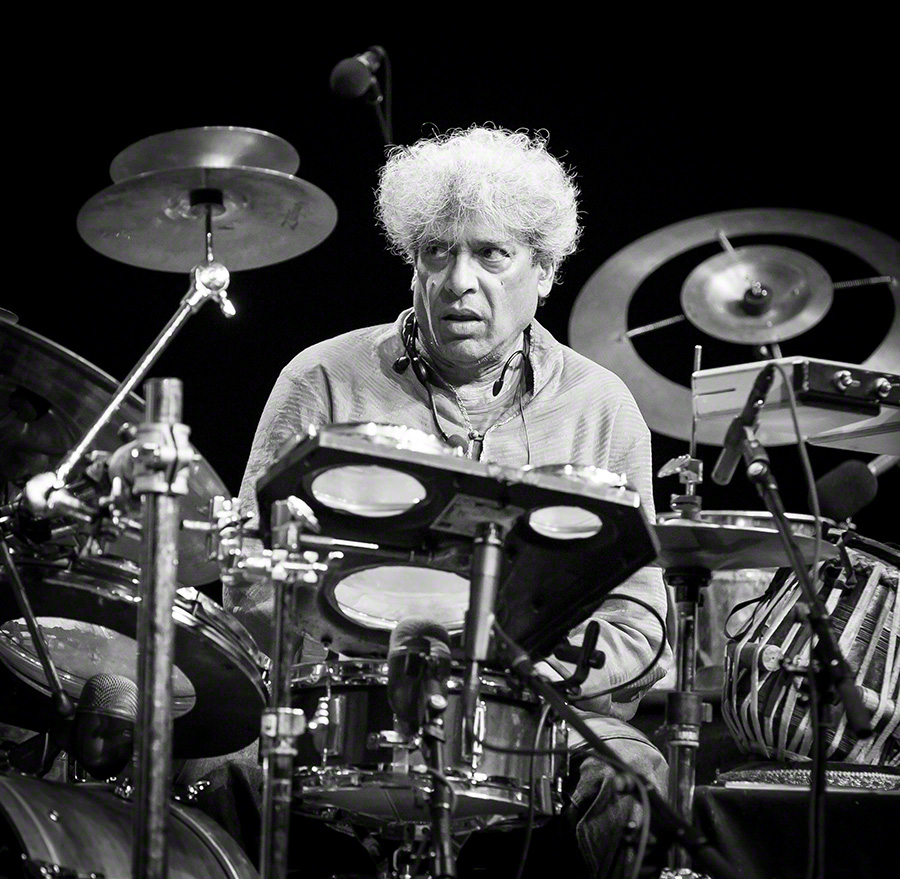
Trilok Gurtu Oslo Jazzfestival 2016

- 1983: Trilok Gurtu & Charly Antolini – Finale
- 1987: Usfret
- 1987: Oregon – Ecotopia
- 1989: Oregon – 45th Parallel
- 1990: Living Magic
- 1991: Oregon – Always, Never and Forever
- 1993: Crazy Saints
- 1995: Believe
- 1995: Bad Habits Die Hard
- 1997: The Glimpse
- 1998: Kathak
- 2000: African Fantasy
- 2000: Tabla Beat Science – Tala Matrix
- 2001: The Beat of Love
- 2002: Remembrance
- 2004: Trilok Gurtu & Robert Miles – Miles Gurtu
- 2004: Broken Rhythms
- 2006: Farakala
- 2007: Arkè String Quartet – Arkeology
- 2009: Massical